# 国際ガールズ・デー
国際ガールズ・デー（こくさいガールズ・デー、英語: International Day of the Girl Child）とは、国際連合が総会において2011年12月19日に採択した記念日である。「Day of Girls」や「International Day of the Girl」とも呼ばれる。毎年10月11日。児童婚、ジェンダー不平等、女性に対する暴力や女性差別の撤廃と女子教育の普及など、世界中の若年女性たちが直面している問題に取り組むことを訴えるために定められた。国際慈善団体のプラン・インターナショナルが立ち上げた「Because I am a Girl」キャンペーンに起源を持つ。

## 背景
「国際ガールズ・デー」は、世界中の若年女性が直面している問題への意識を高め、また誤った認識を改めることを目的として制定された記念日である。2012年10月11日が初の国際ガールズ・デーとなった。この日の制定は「開発政策、プログラム、キャンペーン、研究において、少女や若い女性が明確な集団として登場し、成功したことを反映している」と評価されている。
これまで、一般的に国際的な開発計画では、若年女性が含まれていないケースや考慮されていないケースが多く、彼女たちの問題は「見えない」ものになっていた。アメリカ合衆国国際開発庁（USAID）によると、2014年頃まで世界の6200万人以上の少女が教育を受けることができなかった。統計上、世界全体の5歳から14歳までの少女は、同年代の少年よりも1億6千万時間以上も家事を行う時間が多く、4人に1人の女性が18歳までに結婚しているとされる。2016年10月11日、「ジェンダー平等と女性のエンパワーメントのための国連機関」である国連女性機関（UN Women）親善大使を務める女優のエマ・ワトソンは、強制的な児童婚を廃止するよう、世界中の国々や家庭に向けて呼びかけた。世界中の多くの少女たちが性的暴力にさらされているが、様々な要因によって加害者の男達が処罰を逃れるケースが跡を絶たない。
「国際ガールズ・デー」は、少女が直面している問題だけでなく、それらの問題が解決されたときに何が起こりうるかについて意識を高めることを目的としている。例えば、女性がしっかりとした教育を受けることで、児童婚の回避や後天性免疫不全症候群（エイズ）などの性感染症といった様々な病気に罹患するリスクを下げたり、女性が安定した職業に就けるようになることによって、女性の地位向上だけでなく、経済の活性化にも繋がると期待されている。

## 歴史

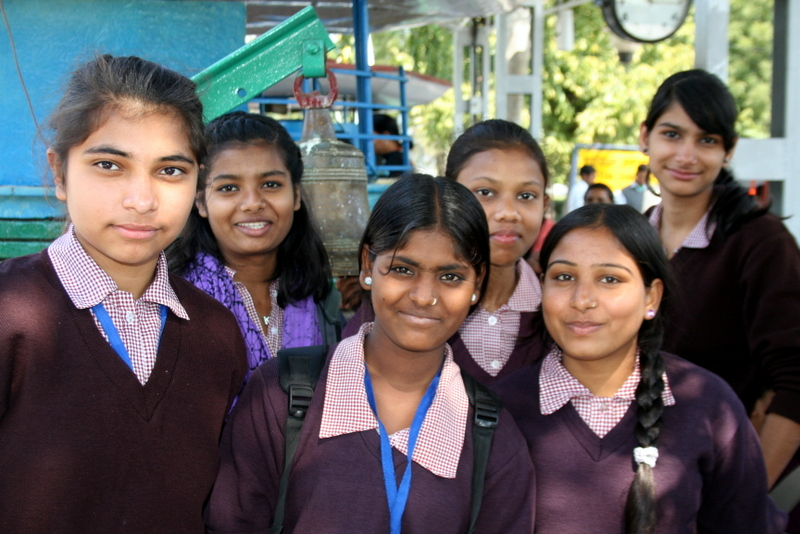
2014年の「国際ガールズ・デー」イベントにおいて（インド）

「国際ガールズ・デー」は元々、世界的に活動するNGO団体（非政府組織）プラン・インターナショナルの「Because I Am a Girl」（女の子だから）（英語版）キャンペーンから派生したプロジェクトとして開始された。プラン・インターナショナル・カナダの代表がカナダ連邦政府に呼び掛けるとともに、団体としてもこの活動の国際的な認知度の向上を目指して、最終的には国連にも働きかけが行われるようになった。

「国際ガールズ・デー」は、カナダが国連総会に正式提案し、第55回国連婦人の地位委員会（現: 国連女性の地位委員会）でも、日本における男女共同参画担当大臣にあたる「女性の地位」担当大臣（英語版）を務めるロナ・アンブローズ庶民院議員（英語版）をはじめとする女性の代表がこの取り組みの支持を表明をした。そして、2011年12月19日、国連総会は、2012年10月11日を初の「国際ガールズ・デー」とする決議を採択した。この決議文では、「国際ガールズ・デー」について次のように述べられている。
「国際ガールズ・デー」には毎年、テーマが設定されている。
- 2012年 - ending child marriage[20]（児童婚の廃止）
- 2013年 - innovating for girls' education[21]（女子教育の革新）
- 2014年 - Empowering Adolescent Girls: Ending the Cycle of Violence[22]（思春期の女の子に力を与える: 暴力の連鎖をなくすために）
- 2015年 - The Power of Adolescent Girl: Vision for 2030（思春期の女の子の力: 2030年へのビジョン）
- 2016年 - Girls' Progress = Goals' Progress: What Counts for Girls[9]（女の子の進歩＝目標の進歩: 女の子にとって大切なこと）
- 2017年 - EmPOWER Girls: Before, during and after crises（EmPOWER Girls: 危機の前、中、後）
- 2018年 - With Her: A Skilled Girl Force（彼女と一緒に: 熟練した女の子の力）
- 2022年 - Our time is now - our rights, our future'’ (今こそ私たちの時: 私たちの権利、私たちの未来)
- 2023年 - Invest in Girls Rights: Our Leadership, Our Well-being（女の子の権利に投資を: 私たちのリーダーシップ、私たちの幸福）
- 2024年 - Girls' vision for the future (未来に向けた女の子達のビジョン)

2013年までに、世界各地で約2043件の「国際ガールズ・デー」関連イベントが開かれている。

## 世界各地のイベント
「国際ガールズ・デー」関連イベントは様々な国で企画されている。インドのムンバイで行われたコンサートのように、国連が主催するものもあれば、ガールガイド・オーストラリア連盟（英語版）のようなガールスカウト団体のような非政府組織（NGO）によって企画、実施されるものもあり、様々な団体や機関、企業などの組織が国際ガールズ・デーのイベントや活動を支援、協賛している。各国の組織が各国独自のイベントを展開しており、例えば、南アフリカ共和国の「ガールズ・アンド・フットボール」（Girls and Football）は、2012年の国際ガールズ・デーに合わせて、1956年に2万人の女性が行進した「Black Sash」(英語版) を記念したTシャツを配布した。2013年にはロンドンのサウス・バンクで終日イベントが開催され、ボディイメージやメンタルヘルスの問題についてキャンペーンを行っている団体「ボディ・ゴシップ」(英語版) がプロデュースした演劇や映画の公開が行われた。2012年の第1回「国際ガールズ・デー」では、「Sage Girl」とiTwixieが主催したバーチャルイベントが行われ、何千人もの個人や組織がオンラインで集まった。
2016年、ロンドンで「Women of the World」（WOW、ウィメン・オブ・ザ・ワールド、世界の女性）フェスティバルが開催され、ロンドンの学校に通う250人の少女たちが女性のメンターとタッグを組んだ。2016年には、アメリカ合衆国のバラク・オバマ大統領が男女格差の解消を支持する宣言を発表した。
TwitterやFacebookといったソーシャルメディアでは、「#DayOfTheGirl」や「#国際ガールズデー」、また「#BecauseiamaGirl」や「#女の子だから」というハッシュタグを通じて、この日のイベントやニュース、世界の女性の思いや考えなどが発信されている。毎年、Twitterでは期間限定で前者2つのハッシュタグに絵文字も付記される。